# 锡良 (阿维拉省)
锡良（西班牙語：Cillán）是西班牙卡斯蒂利亚-莱昂阿维拉省的一个市镇。 总面积14km2, 总人口141人（2001年），人口密度10人/km2。